# Poturze
Poturze (lit. Paturis) − wieś na Litwie, w gminie rejonowej Soleczniki, 1 km na północny wschód od Koleśników, zamieszkana przez 50 ludzi. Przed II wojną światową w Polsce, w powiecie lidzkim województwa nowogródzkiego.